# Psephellus woronowii
Psephellus woronowii là một loài thực vật có hoa trong họ Cúc. Loài này được Sosn. miêu tả khoa học đầu tiên năm 1934.